# Menticirrhus ophicephalus
Menticirrhus ophicephalus és una espècie de peix de la família dels esciènids i de l'ordre dels perciformes.

## Morfologia
- Els mascles poden assolir 45 cm de longitud total.[4][5]

## Alimentació
Menja poliquets, crustacis i mol·luscs.

## Hàbitat
És un peix marí, de clima tropical i demersal.

## Distribució geogràfica
Es troba a l'oceà Pacífic oriental: des de l'Equador fins al Perú.

## Ús comercial
És comú als mercats locals.

## Observacions
És inofensiu per als humans.